# Mikaniopsis vitalba
Mikaniopsis vitalba là một loài thực vật có hoa thuộc họ Asteraceae. Loài này có ở Angola, Cameroon, Cộng hòa Dân chủ Congo, Gabon, và Uganda.
Môi trường sống tự nhiên của chúng là rừng ẩm vùng đất thấp nhiệt đới hoặc cận nhiệt đới, đầm lầy nhiệt đới hoặc cận nhiệt đới, vùng núi ẩm nhiệt đới hoặc cận nhiệt đới, và xavan ẩm. Chúng hiện đang bị đe dọa vì mất môi trường sống.